# Реализм (политическая теория)
Реализм является одним из ведущих направлений в современной нормативной политической теории, объединяющим авторов, которые выступают против сведения (в широком смысле) проблем политической философии к проблемам моральной. Общим местом теоретиков, придерживающихся программы политического реализма, считается уверенность в том, что доминировавший на протяжении десятилетий в политической теории так называемый «высокий либерализм» постулирует понижение относительной значимости политики, её подчинения этической философии. 
Для сторонников этой парадигмы политическая сфера деятельности человека обладает автономным статусом, и нормативные суждения, связанные с ней, должны выводиться из собственно политических явлений и проблем.
При этом атрибутирование сочинений по политической теории как выполненных в рамках политического реализма не является строгим или целостным, так как соответствующие аргументы и политические конструкции обладают скорее «семейным сходством», нежели общими корнями в политической философии или дисциплинарной привязкой.

## Представители
К сторонниками «реалистической» перспективы в политической теории Гэлстон относит следующих авторов: 
- Критиков моралистского направления в американской политической теории. В первую очередь это Б. Уильямс, который и ввёл в научный дискурс различение между реализмом и морализмом в современной политической теории. Другие авторы, занимающие подобную позицию: С. Хэмпшир[англ.], Дж. Данн[англ.], Г. Ньюи[англ.], Р. Беллами, Дж. Готорн, Р. Гойсс[англ.],  Дж. Грей.
- «Левых ницшеанцев»: У. Конолли[англ.], Б. Хониг[англ.]. Хониг в «Политической теории и вытеснении политики» (1993) разделяет теоретиков добродетели (virtue theorists) — тех, что «отрицают конфликт, идентифицируют политику с управлением и видят судебное урегулирование ключевой задачей политики и политической теории» (например, Канта, Сэндела или Ролза), — и теоретиков virtù (virtù theorists) — тех, что уверены в конфликтной природе политики и её определении как «дизруптивной практики» (к ним относятся Ницше и Арендт), — и подвергает позицию теоретиков добродетели критике[3].
- «Макиавеллистов», в качестве которых Гэлстон обозначает Ш. Муфф и М. Филипа[англ.]. Так Филип подчёркивал важность макиавеллистского тезиса о том, что политика обладает своей собственной нормативностью и политиков нельзя судить по законам индивидуальной этики — соответственно, ключевые политические понятия нуждаются в рассмотрении за пределами стандартной моральной аргументации[4].
- Некоторых представителей кэмбриджской школы интеллектуальной истории[англ.].
- Дж. Шкляр[англ.] и её последователей, «исповедующих антиутопический скептицизм».
- Дж. Уолдрона и его сторонников, ориентирующихся в своей философии на политические институты, в частности институты демократии.
- Ряд представителей эпирической политической науки, педалирующих актуальность аргументации «Записок Федералиста» для реальной современной политической реальности, во главе с С. Элкиным.

## Автономия политики и соотношение с этикой
Общее положение политического реализма — об автономии политической сферы общества — по-разному артикулируется в работах, объединяемых под реалистским «зонтиком». «Сильная», согласно терминологии Росси и Слита, версия аргумента об автономии политики постулирует существование ценностей, которые при этом не являются моральными. Соответственно, нормативность политики проистекает из особых политических ценностей. «Слабое» видение автономии политической сферы не признаёт жёсткого разграничения политики и этики, оставляя за последней статус одного из источников политической нормативности. При этом сторонники этого подхода делают акцент на специфических ограничениях, которые политика накладывает на нормативные конструкции этики и которые несводимы к какой-либой другой сфере.
Ключевым проблемным моментом, открывающим возможность для реалистической аргументации, является сомнение в том, что мораль можно считать достаточным регулятором общественного поведения. Люди по какой-то причине прибегают к политике, политическим институтам, несмотря на то, что их личные взаимоотношения успешно регулируются моралью. Восходя к философии Томаса Гоббса, это наблюдение подразумевает, что политика представляет собой источник норм, обеспечивающий политический порядок и общественную координацию, но независимый от этики.
Существует несколько способов, которыми сочинения, принадлежащие к реалистическому направлению, обосновывают автономию политической сферы.
Критика ролзовского согласия. В либеральной политической теории Джона Ролза общественная координация достигается за счёт согласия участников (consent) относительно общей концепции справедливости, причём координация требует не окончательного ответа политического сообщества на вопрос о «хорошей», или «должной», жизни. Реалисты, в целом отвергают эту аргументацию, ведь из неё не ясно, как именно (какими мерами и инструментами) достигать этого согласия в реальных сообществах. Они фокусируют внимание на том, что для достижения общественной координации необходимо, чтобы её потенциальные участники разделяли понимание, что выгоды от координации превышают выгоды от её отсутствия, а также что политическая деятельность позволяет избегать анархии без возведения тирании.
Политика как ответ на специфические обстоятельства. Это направление аргументации основано на том, что политика как сфера общественной деятельности является ответом на определённые вызовы, неразрешимые посредством инструментария других сфер. Теория справедливости Ролза, согласно придерживающимся этого подхода авторам, сводит политическую деятельность к выбору институционального дизайна, который уже подразумевает наличие определённого общественного консенсуса относительно принципов справедливости. Джереми Уолдрон и Стивен Элкинс отвергают подобную позицию как неинтересную с точки зрения изучения политических процессов, предлагая исследовать не «обстоятельства справедливости» (англ. circumstances of justice, ролзовский термин для описания первоначального состояния), но «обстоятельства политики».
Политика как сфера политических решений. Сторонники этого вида обоснования подчёркивают особую природу политических решений. Хотя решения, принимаемые в «нормальных» политических ситуациях, и могут походить на моральные, то есть совершаемые посредством взвешивания альтернатив относительно определённых ценностей, условия чрезвычайных обстоятельств, как правила, требуют от политиков принятия таких решений, которые не могут быть оправданы в рамках этики.

## Основные темы реалистистской политической теории
Росси и Слит выделяли четыре основные темы, разрабатывающиеся в рамках реалистического подхода: соотношение этики и политики, идеологическая природа политического морализма, соотношение легитимности и справедливости, а также происхождение и свойства политических решений.

### Обзорная
- Galston W. Realism in Political Theory // European Journal of Political Theory[англ.]. — 2010. — Vol. 9, № 4. — P. 385–411.
- Runciman D. What Is Realistic Political Philosophy? // Metaphilosophy. — 2012. — Vol. 43, № 1-2. — P. 58–70.
- Rossi E., Sleat M. Realism in Normative Political Theory // Philosophy Compass[англ.]. — 2014. — № 9. — P. 689–701. — doi:10.1111/phc3.12148.

### Работы реалистов
- Philip M. What is to be Done? Political Theory and Political Realism // European Journal of Political Theory[англ.]. — 2010. — Vol. 9, № 4. — P. 466–484.
- Honig B. Political Theory and the Displacement of Politics. — Ithaca: Cornell University Press, 1993. — 304 p. — (Contestations: Cornell Studies in Political Theory). — ISBN 978-0-8014-8072-0.
- Geuss R. Philosophy and Real Politics. — Oxford: Princeton University Press, 2008.